# Kulturna vas Gamčon
Gamčon-dong (甘川洞) je uradni dong in del okrožja Saha v osrednjem zahodnem Pusanu v Južni Koreji. Sestavljen je iz administrativnih območij in je kombinacija stanovanjskih območij, industrijskih objektov in pristaniških objektov v enem delu in stanovanjskega območja z nizkimi dohodki v drugem delu.
Znan je po kulturni vasi Gamčon, ki jo krasijo strme, vijugaste ulice in svetlo pobarvane hiše.
Na tem območju so se pojavile tudi ulične poslikave, umetniške instalacije, kavarne, trgovine, muzeji, delavnice in obrtniški butiki. Območje je bilo prej znano kot vas Tegukdo in ga je prizadela revščina, zato je leta 2009 korejska vlada financirala projekt Sanje o Machu Picchuju v Pusanu. Kulturna vas Gamčon je bila uporabljena kot lokacija za snemanje filmov. Uporabljena je bila za promocijo metropolitanskega mesta Pusan.